# Plagithmysus muiri
Plagithmysus muiri är en skalbaggsart som beskrevs av Perkins 1927. Plagithmysus muiri ingår i släktet Plagithmysus och familjen långhorningar. Inga underarter finns listade i Catalogue of Life.